# Макалу, Амиду
Амиду́ Макалу́ (фр. Hamidou Makalou; родился 15 июля 2006) — малийский футболист, полузащитник французского клуба «Брест».

## Клубная карьера
Воспитанник малийской команды «Гидар», в феврале 2025 года Макалу стал игроком французского «Бреста». Однако присоединиться к новой команде Амиду смог лишь в марте, после того как получил визу. 16 марта 2025 года дебютировал за «Брест», выйдя на замену в матче Лиги 1 против «Реймса».

## Карьера в сборной
Вместе со сборной Мали до 17 лет занял 3-е место на юношеском чемпионате мира, забив на турнире по голу в матчах против Канады и Аргентины. По итогам турнира Макалу также получил «Серебряный мяч» — награду, вручаемую второму второму лучшему игроку чемпионата.